# Cristo Rei (Verwaltungsamt)
| \| \| |
|       |

|  |

Cristo Rei ist ein osttimoresisches Verwaltungsamt (portugiesisch Posto Administrativo). Der Name des Verwaltungsamtes leitet sich von der monumentalen Jesusstatue Cristo Rei ab, die am Ostende der Bucht von Dili auf dem Kap Fatu Cama steht. Der Sitz der Verwaltung liegt in Becora.

## Geographie

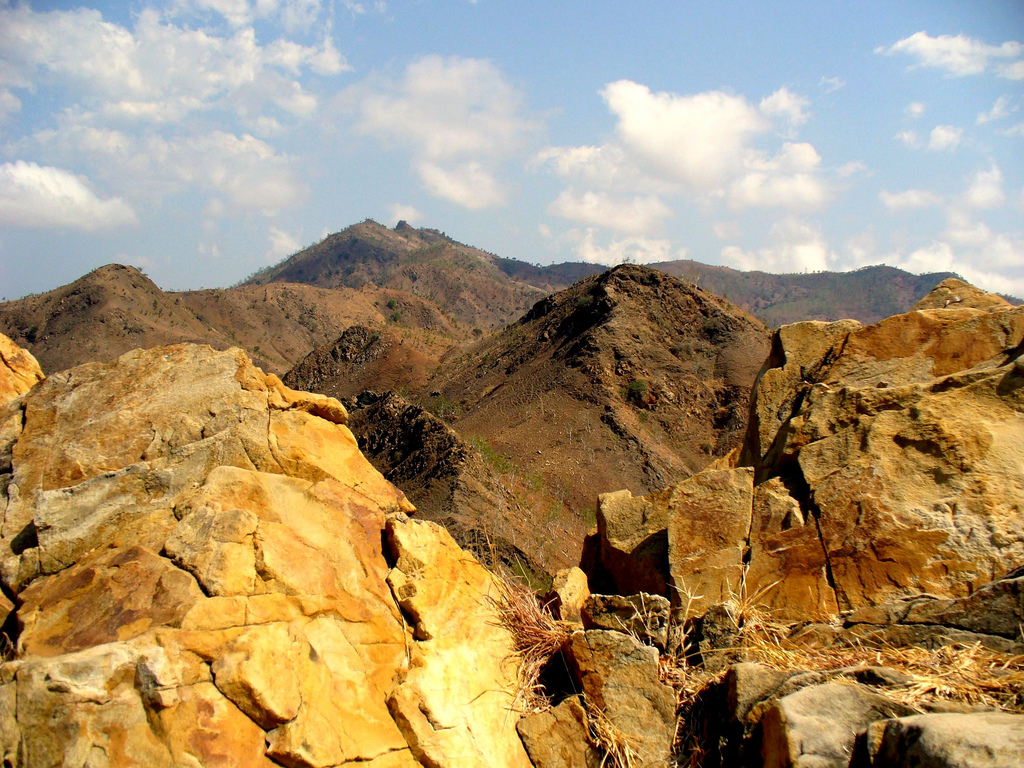
Capa Fatu Cama

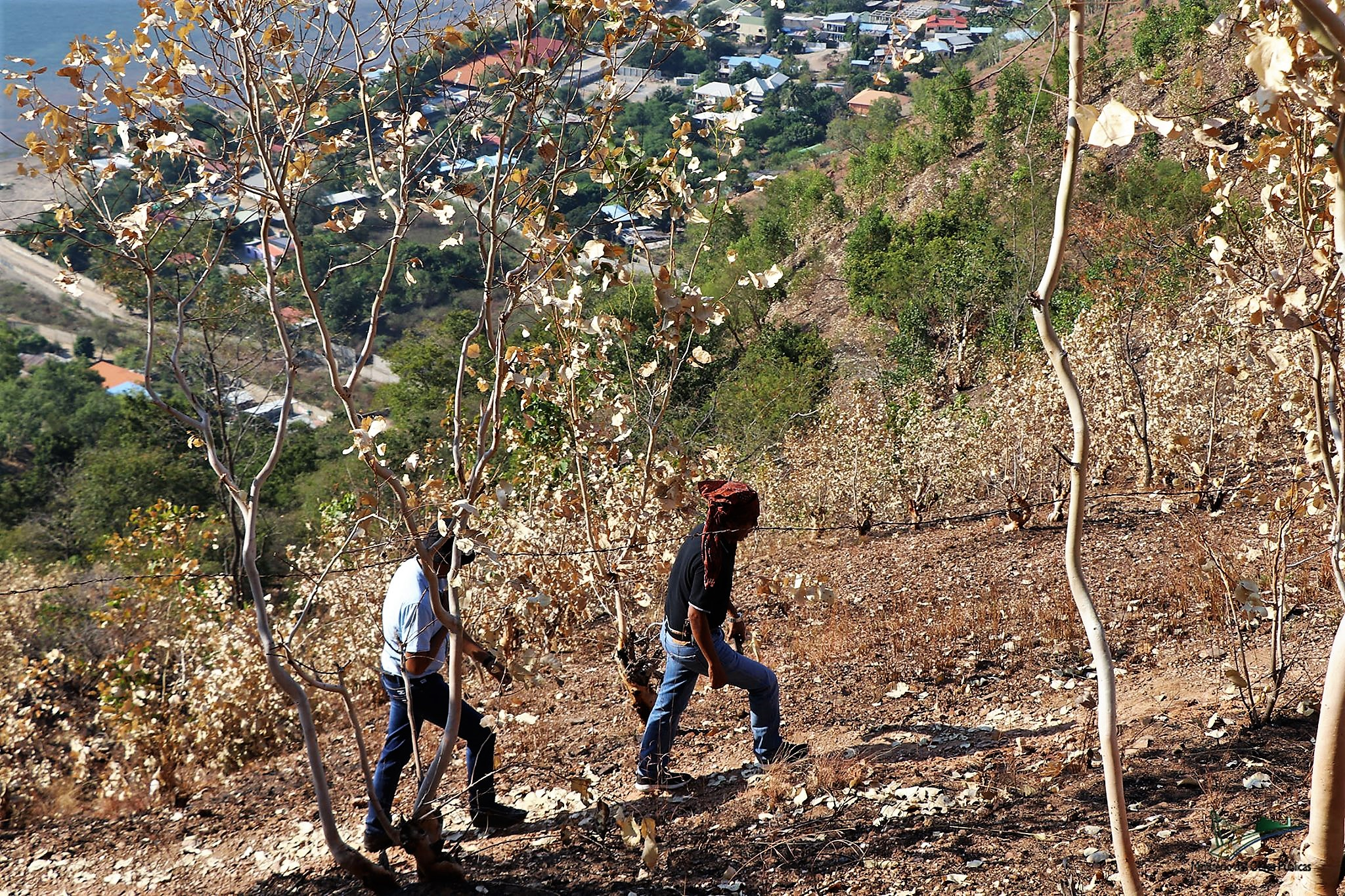
In Camea, oberhalb von Meti Aut

Bis 2014 wurden die Verwaltungsämter noch als Subdistrikte bezeichnet.
Cristo Rei bildet im Osten der Gemeinde Dili den Übergang des urbanen Teils mit der Landeshauptstadt Dili in den dünner besiedelten Osten. Größter Ort außerhalb Dilis ist hier Hera, wo sich der Stützpunkt der Marine Osttimors befindet. Östlich liegt das Verwaltungsamt Metinaro, westlich die Verwaltungsämter Nain Feto und Vera Cruz und südlich die zur Gemeinde Aileu gehörenden Verwaltungsämter Laulara und Remexio. Cristo Rei hat eine Fläche von 80,62 km² und teilt sich in die acht Sucos Balibar, Becora, Bidau Santana, Hera, Camea (Kamea), Culu Hun (Kulu Hun), Meti Aut und den 2017 von Becora abgetrennten Suco Ailok. Außer Balibar ist bei allen Sucos zumindest einen Teil ihres Gebietes als urban klassifiziert.
Der Strand von Cristo Rei an der Bucht von Dili, die Areia Branca, und dessen Hinterland, das aus Savanne und Feuchtgebieten besteht, sind ein Wildschutzgebiet und eine Important Bird Area. Im Suco Hera liegt zwischen dem Kap Fatu Cama und dem Ponta Fatossídi der Strand Dolok Oan an der Bucht von Fatu Cama. In Camea steht das Gefängnis von Dili und in Becora die Universidade Oriental Timor Lorosa’e. Aus dem Kap Fatu Cama steigt eine Hügelkette an bis zum Berg Cacusa (494 m).

Klimadaten
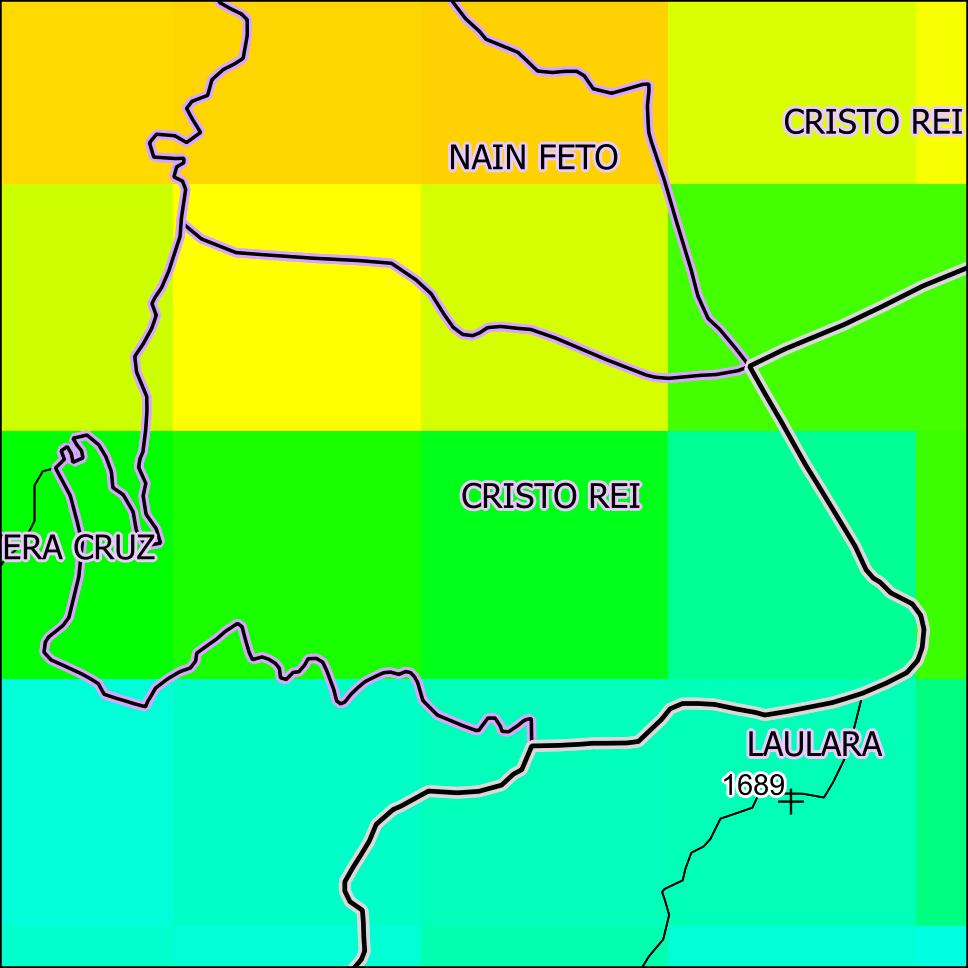
Jährliche Niederschlagsmenge (2000)
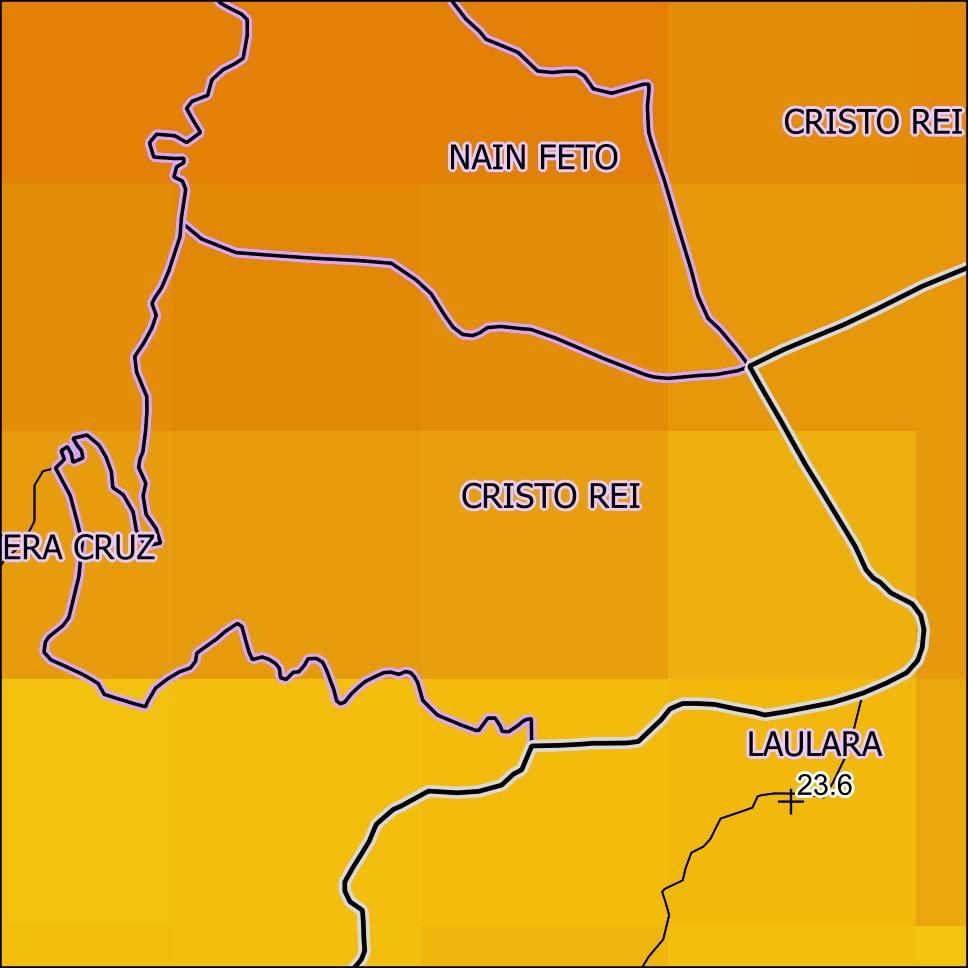
Jahresdurchschnitts-temperatur (2000)

## Einwohner
In Cristo Rei leben 76.369 Menschen (2022), davon sind 38.855 Männer und 37.514 Frauen. Von ihnen leben 66.270 in urbanen Gebieten, 10.099 in ländlichen. Im Verwaltungsamt gibt es 12.822 Haushalte. Der Altersdurchschnitt der Bevölkerung beträgt 19,7 Jahre (2010, 2004: 18,3 Jahre). Die alltägliche Sprache ist Tetum, aber in Hera und Becora Leten wird daneben auch der Subdialekt Lolein verwendet, der eine Variante des Isní ist. Er wurde dort von Einwanderern aus Turiscai im 19. Jahrhundert eingeführt. Daneben werden auch andere Sprachen Osttimors gesprochen, da immer mehr Landbewohner auf der Suche nach Arbeit nach Dili kommen.

## Geschichte

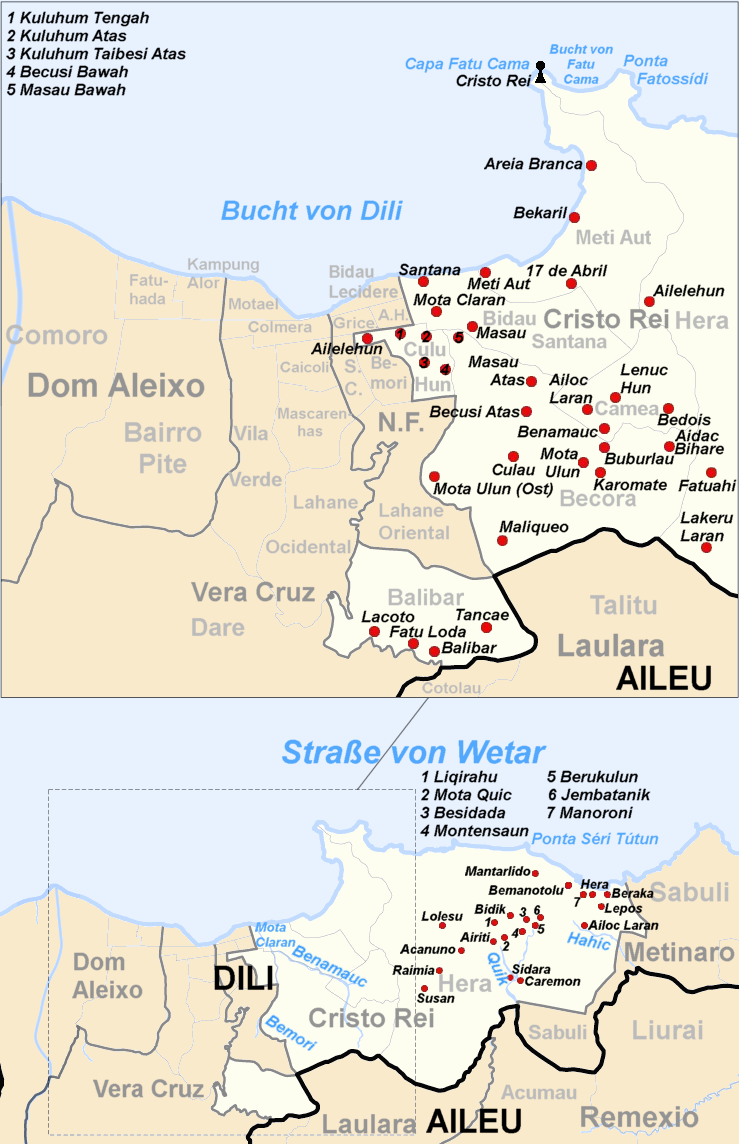
Karte des Verwaltungsamtes Cristo Rei (Verwaltungsgrenzen bis 2015)

Hera war eines der traditionellen Reiche Timors, die von einem Liurai regiert wurden. Es erscheint auf einer Liste von Afonso de Castro, einem ehemaligen Gouverneur von Portugiesisch-Timor, der im Jahre 1868 47 Reiche aufführte.
Im Stadtteil Bidau, der sich heute aufteilt in Bidau Santana und Bidau Lecidere (im Verwaltungsamt Nain Feto), siedelten sich ursprünglich die Ethnie der Bidau an. Diese Mischbevölkerung aus Portugiesen und Einheimischen aus Larantuka (Flores), Solor und Timor kontrollierten jahrhundertelang weite Teile Westtimors. Bis in die 1960er-Jahre hinein sprachen sie Português de Bidau, ein kreolisches Portugiesisch. Mit der Zeit wechselten sie immer mehr zum Standard-Portugiesisch.
Das Privathaus von Staatspräsident José Ramos-Horta liegt in Meti Aut. Hier wurde er am 11. Februar 2008 niedergeschossen und schwer verletzt.

## Politik

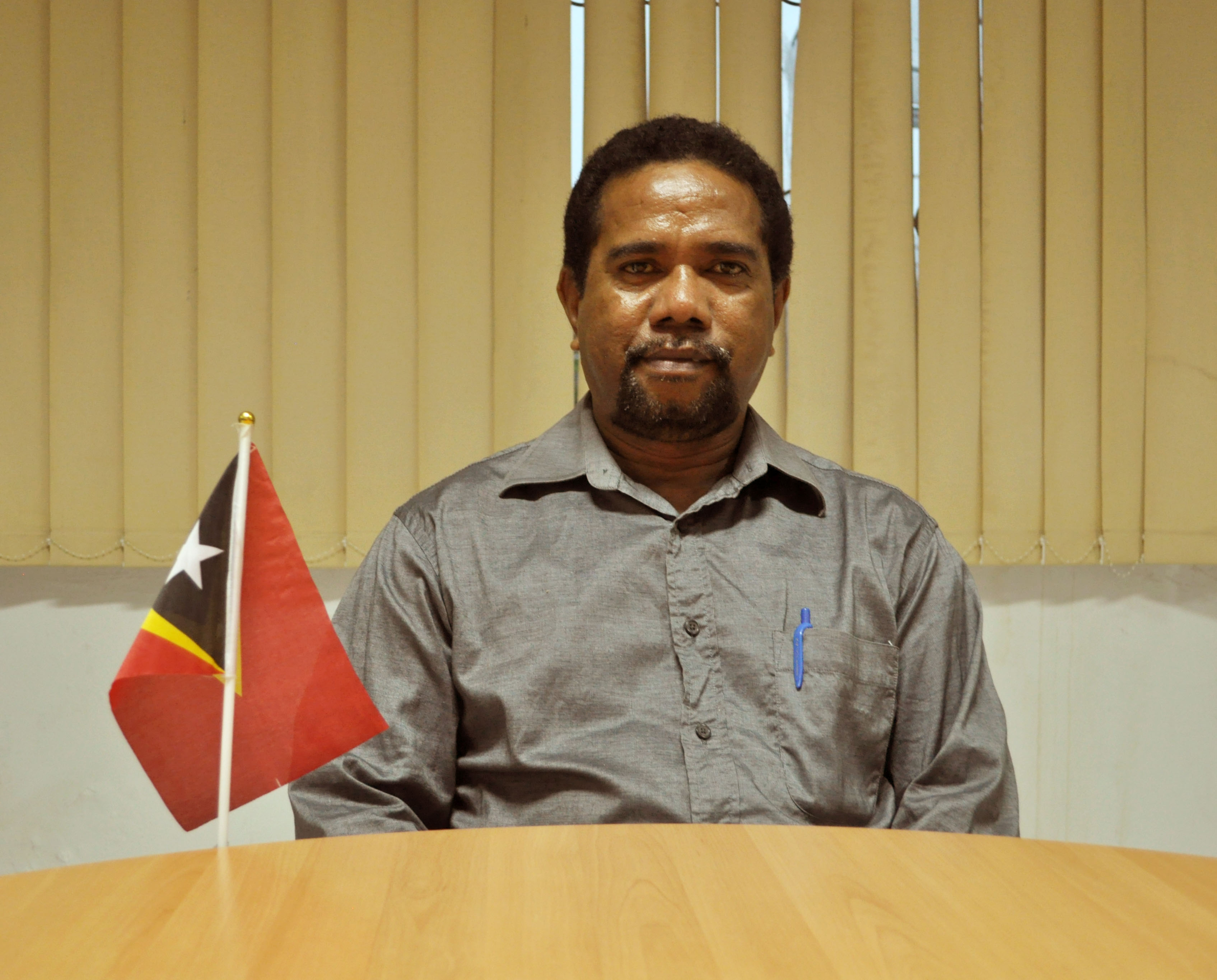
Administrator José Filipe Ximenes Smith (2013)

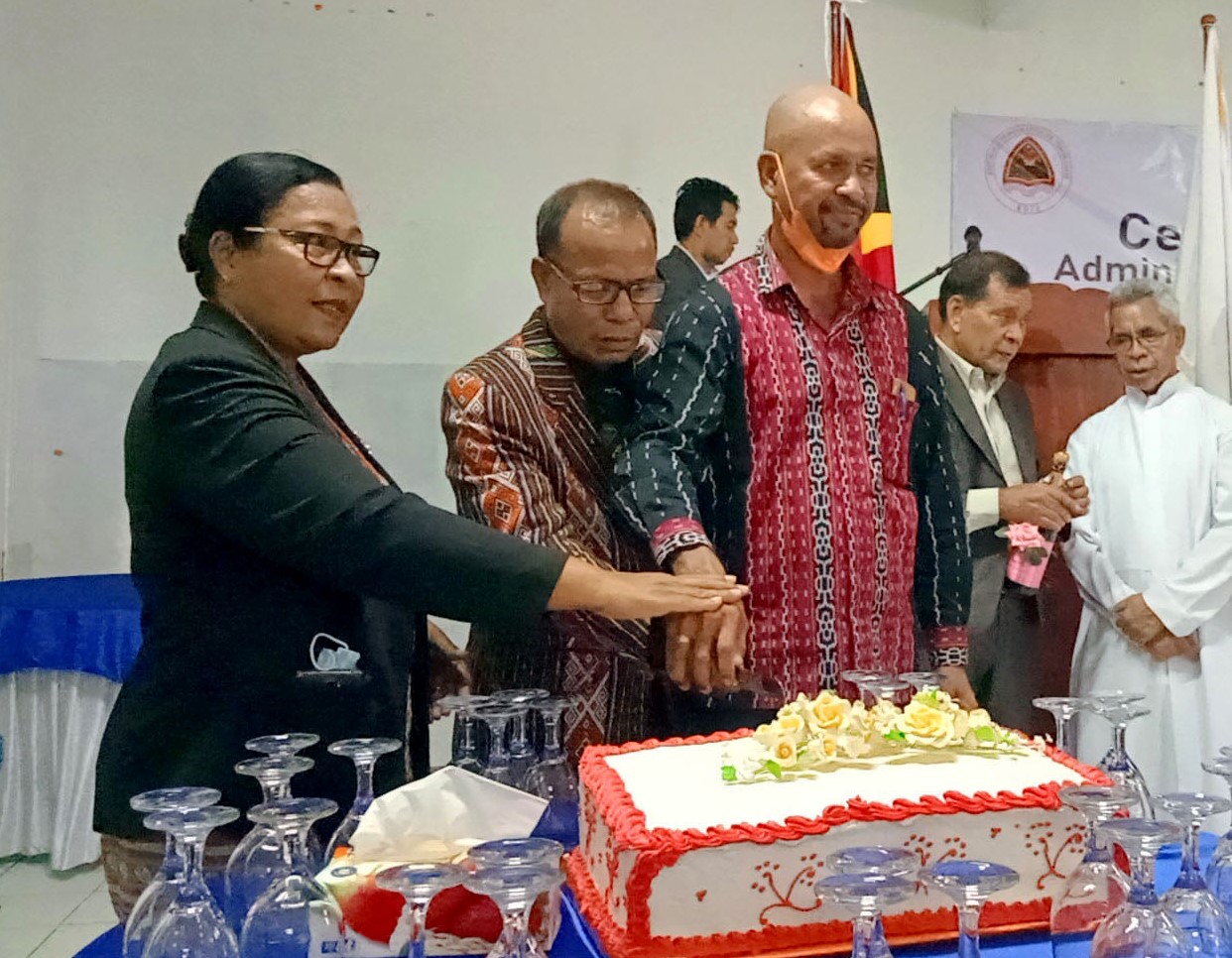
Gemeindepräsidentin Saldanha, Venancio Tavares (m.) und Gaspar da Silva (2022)

Der Administrator des Verwaltungsamts wird von der Zentralregierung in Dili ernannt. 2010 war dies Simplício dos Santos Mendonça und 2012 Luís Barreto. José Filipe Ximenes Smith, der 2015 Administrator war, war 2020 Stellvertreter des Präsidenten der Gemeindeverwaltung Dilis. Gaspar da Silva übernahm 2016 das Amt. Er übergab den Administratorposten am 2. Februar 2022 an seinen Nachfolger Venancio Tavares. Am 22. März 2024 wurde Fernando de Araújo zum Administrator ernannt.

## Wirtschaft

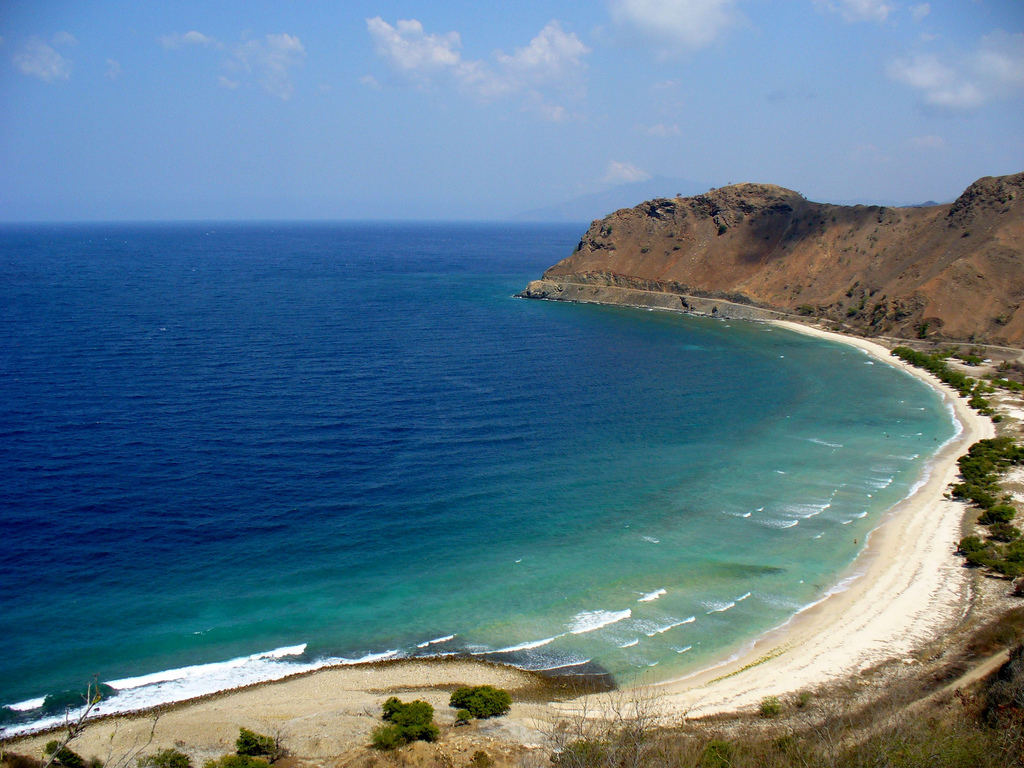
Der Strand Dolok Oan hinter dem Ponta Fatossídi

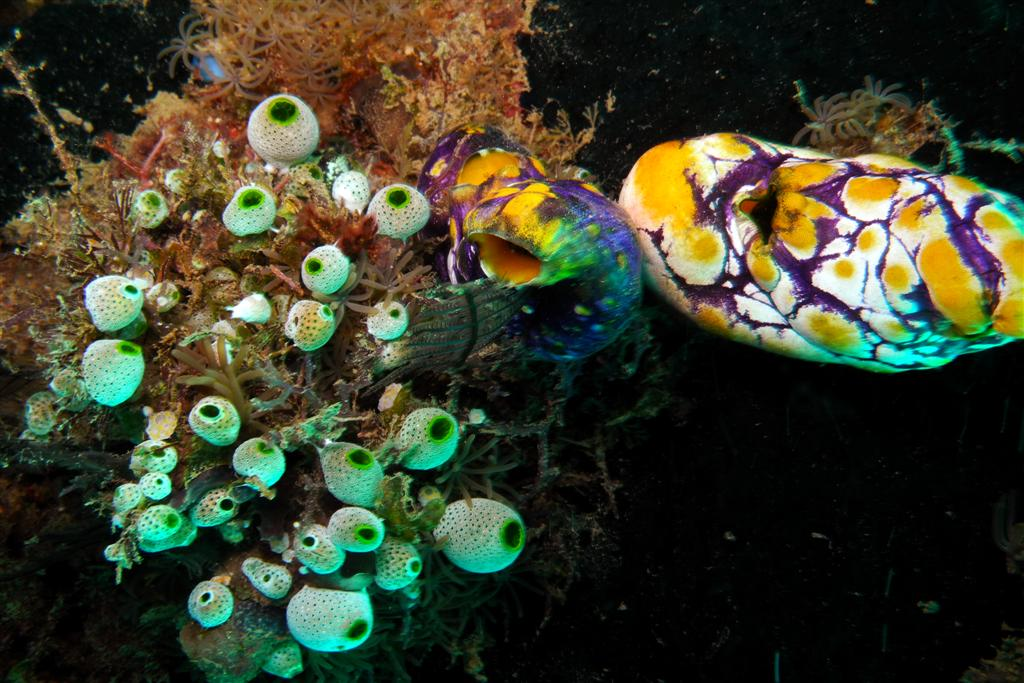
Grüne Riffseescheide und Gold-Seescheide am Cristo Rei

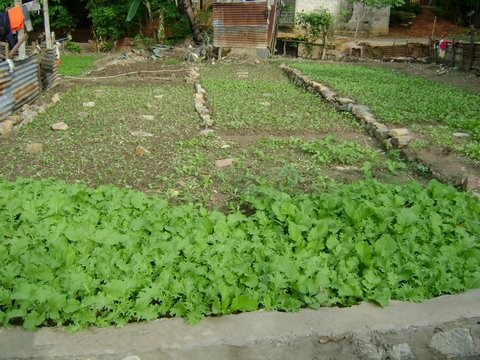
Gemüsebeet in Becora

Zur Eigenversorgung und Verbesserung der Haushaltskasse legen die Einwohner selbst in der Stadt kleine Felder und Gärten an. 19 % der Haushalte in Cristo Rei verfügen über Kokospalmen, 22 % bauen Maniok an, 24 % Mais, 13 % Gemüse, 4 % Kaffee und 4 % Reis. Zudem versorgen sich die Einwohner mit Fisch aus dem Meer und halten Haustiere wie Hühner und Schweine. Um das Capa Fatu Cama befinden sich mehrere Tauchgebiete, die touristisch erschlossen sind.
Seit dem 29. November 2011 ist beim Ort Hera ein Ölkraftwerk mit sieben Generatoren und 120 MW Gesamtleistung im Betrieb, das Dili und die Gemeinde Liquiçá mit Strom versorgt. Seit 2012 wird das Kraftwerk 2012 von der finnischen Firma Wärtsilä betrieben.